# Katholieke Universiteit Leuven

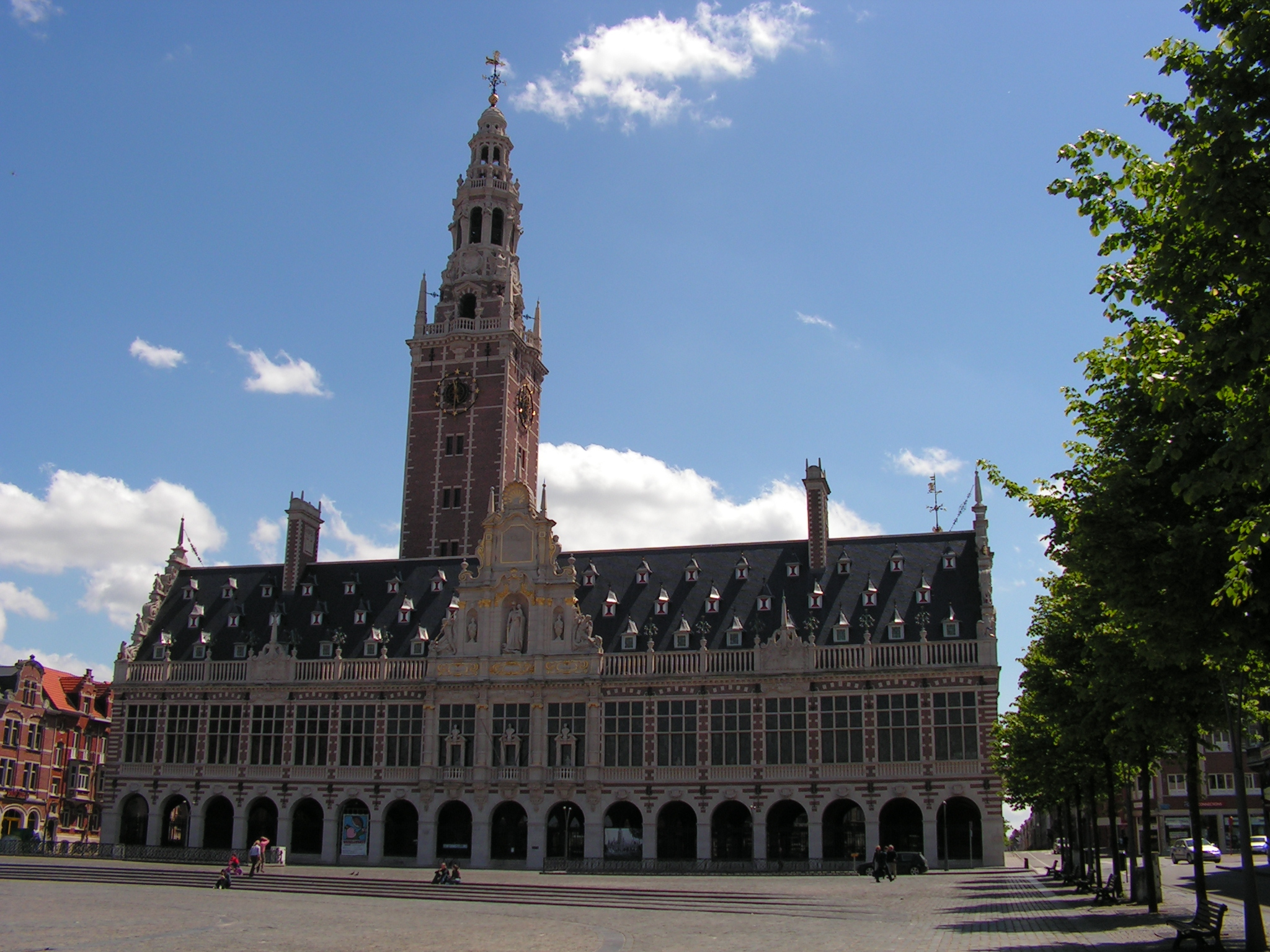
Universitetsbiblioteket

Katholieke Universiteit Leuven eller KU Leuven är ett universitet i Leuven i Belgien.
Universitetet har sin bakgrund i det år 1425 grundade Katolska universitetet i Leuven, som efter språkstrider delades upp i två fristående universitet: det franskspråkiga Université catholique de Louvain och det nederländskspråkiga Katholieke Universiteit Leuven.
Undervisning på nederländska vid universitet förekom först 1930. Belgiska konstitutionella reformer som syftade till att göra nederländskan helt likställd med franskan ledde 1962 till att den franskspråkiga respektive den nederländskspråkiga delen av det tidigare universitetet fick långtgående autonomi inom en gemensam universitetsförvaltning. Efter fortsatta språkstrider och studentprotester blev lösningen att dela universitetet i två, och flytta den franskspråkiga delen till Vallonska Brabant. Beslutet fattades i juni 1968, och den administrativa uppdelningen som skapade KU Leuven var fullt genomförd 1970. KU Leuven fick stanna kvar på universitetets historiska campus i Leuven, medan Université catholique de Louvain (UCLouvain) flyttades till ett helt nyanlagt campus i Louvain-la-Neuve 20 kilometer sydost om Bryssel, som stod helt klart 1979.
Även om universitetet är nederländskspråkigt så finns det även en hel del undervisning på engelska.
Universitetet brukar ligga bra till i internationella rankingar, och har flera gånger blivit högst rankat bland de belgiska universiteten. Det är medlem i Coimbragruppen och ULLA (European University Consortium for Pharmaceutical Sciences).